# Adriana Avellar
Adriana Avellar é uma roteirista de televisão e autora teatral brasileira.
Na televisão, criou e escreveu o especial Sandy e Júnior, exibido pela TV Globo na programação de final do ano de 1998. O programa deu origem ao de mesmo nome, apresentado por três temporadas.
Na mesma TV Globo, fez parte da equipe de roteiristas da telenovela infantil Flora Encantada, protagonizada pela apresentadora Angélica, com supervisão de texto de Claudia Souto, além de ter escrito episódios do Linha Direta (direção geral Milton Abirached) e o programa de Reveillon 2001, com direção de Carlos Manga.
A autora também foi responsável pela parte de dramaturgia do programa Sergio Reis do Tamanho do Brasil, exibido pela extinta TV Manchete.
No teatro, Adriana Avellar, em parceria com Gilberto Gawronski, escreveu Marguerite Duras, um espetáculo teatral que fala da vida da escritora francesa, fazendo referência a quatro de suas obras. A peça, protagonizada por Camila Amado., esteve em cartaz no Centro Cultural Banco do Brasil, em 2006
Utilizando textos de diversos autores presenteados ao diretor Gilberto Gawronski, Adriana Avellar criou o texto do espetáculo Quero Ser Gilberto Gawronski, apresentado no Teatro Café Pequeno, com direção de Stella Miranda, em comemoração aos 20 anos de carreira do ator e diretor teatral.
A comédia teatral Tô Quase Lá, encenada na Faculdade Estácio de Sá, campus Petrópolis, com direção de Sidney Carneiro e protagonizada por Vanessa Ribeiro e José Bittencourt, é outro texto de Adriana Avellar.
Escreveu o roteiro do curta-metragem Amor-Clichê, de 2003, dirigido por Peter Bretas Cordenonsi.